# 歩兵第114連隊
歩兵第114連隊（ほへいだい114れんたい、歩兵第百十四聯隊）は、大日本帝国陸軍の連隊のひとつ。

## 沿革
- 1937年（昭和12年）

9月 - 軍旗拝受、編成完結後ただちに華中に派遣され杭州湾から上陸し杭州作戦に参加
10月 - バイアス湾上陸
- 1941年（昭和16年） - 南方に転用される
- 1942年（昭和17年）

1月9日 - 広東・虎門を出港
1月22日 - シンゴラに上陸、マレー作戦に参加。同地を占領後はジョホール州の警備に就く
3月4日 - 第18師団のビルマ転進のため移動を開始、マンダレーやシャン州の戦いに参加、ミイトキーナの警備に就く
- 1944年（昭和19年）

5月 - 空挺部隊を中心に連合国軍に包囲される。最終的に二千数百名が戦死する
8月 - ミイトキーナ守備隊は離脱を開始
9月15日 - 連隊の生き残りがバーモに到着する。再編成のためモンミットに移動する
- 1945年（昭和20年）

2月末 - メイクテーラが連合国軍に占領される
3月1日 - 第18師団主力はメイクテーラ奪回作戦を開始、連隊はモンミットの警備を続ける
4月 - 師団は作戦を中止し後退を開始、本連隊も追及しシッタン川東岸へ向かう
5月12日 - 師団主力と合流する
7月 - ペグー山系に孤立した第28軍残余部隊の救援に向いシッタン川西岸地区にて作戦し、孤立部隊を収容の後にシッタン川東岸に撤退する
8月 - 終戦

## 歴代連隊長
| 代 | 氏名       | 在任期間     | 備考 |
| -- | ---------- | ------------ | --- |
| 1  | 片岡覚次   | 1937.9.14 -  | |
| 2  | 竹下幾太郎 | 1938.3.9 -   | |
| 3  | 中島徳太郎 | 1939.1.16 -  | |
| 4  | 伊東武夫   | 1940.8.1 -   | |
| 5  | 小久 久    | 1941.8.25 -  | |
| 6  | 丸山房安   | 1943.3.27 -  | ミイトキーナ防衛戦で負傷、更に持病の神経痛が重なった為、第18師団長中永太郎の計らいでラングーン陸軍病院に入院、10月19日をもってビルマ方面軍司令部付に転任。 |
| 7  | 筒井 恒    | 1944.10.19 - | 満州独立守備隊第一地区隊より着任。4ヵ月後、マラリアに感染しビルマ方面軍司令部付に転任。                                                                    |
| 末 | 大塚宏     | 1945.3.1 -   | 師団衛生隊隊長より転任、同時に中佐から大佐に昇進。終戦を迎える。                                                                                           |